# مايكل ويلي (كرة سلة)
مايكل ويلي (بالإنجليزية: Michael Wiley)‏ مواليد 16 أكتوبر 1957 في لونغ بيتش، هو لاعب كرة سلة أمريكي معتزل. بدأ مسيرته الاحترافية في سنة 1980. تم اختياره من قبل فريق سان أنطونيو سبرز خلال الدرافت. يبلغ طوله 6 قدم 9 بوصة (2.1 م). اعتزل اللعب في 1990. لعب مع سان أنطونيو سبرز ولوس أنجلوس كليبرز.

## روابط خارجية
- مايكل ويلي على موقع إن بي أي (الإنجليزية)
- مايكل ويلي على موقع سبورتس رفرنس (الإنجليزية)
- مايكل ويلي على موقع كلية كرة السلة في سبورتس رفرنس.كوم (الإنجليزية)
- مايكل ويلي على موقع ريلجم (الإنجليزية)
- مايكل ويلي على موقع بروبوليرز (الإنجليزية)